# 아랍계 베네수엘라인
아랍계 베네수엘라인(아랍어: عرب فنزويلا, 스페인어: Árabe-Venezolano)이란 아랍인 기원을 가진 베네수엘라 시민을 뜻한다. 약 60만 명의 베네수엘라인이 아랍인 혈통을 가지고 있으며 그 나라는 레바논, 시리아, 팔레스타인이 주이다.

## 역사
아랍인의 베네수엘라로의 이민은 19세기초부터 20세기에 걸쳐서 시작되었다. 그들의 대부분은 레바논, 시리아, 팔레스타인, 이라크에서 건너 왔으며, 현재는 대부분이 카라카스에 거주하고 있다. 아랍계 베네수엘라인의 용어는, 중동전체출신의 민족집단을 포함하며 실제로 아랍인 정체성을 가진 것에는 직접 연결되지 않는다. 예를 들면, 이집트인, 페르시아인, 튀르키예인도 이 용어 안에 포괄된다.
아랍 세계로부터의 이민은 베네수엘라 문화에 영향을 주었다. 특히 아랍 요리와 아랍 문화가 그것이다. 대부분의 아랍계 베네수엘라인은 레바논계이며, 그들의 수는 약 34만명에 달하며, 40만명의 시리아계가 존재한다.
종교면에서는 아랍계 베네수엘라인의 다수파는 기독교이며, 가톨릭교, 정교회, 동방 전례 가톨릭교에 속해 있다. 이슬람교는 소수이며, 그 외에도 중동의 다른 신앙을 믿는 사람들이 극소수 존재한다.

## 유명한 아랍계 베네수엘라인
- 타렉 엘 아이사미 - 베네수엘라의 내무장관/법무장관
- 타렉 삽 - 정치인, 법률가, 시인. 레바논계.

## 같이 보기
- 아랍인 디아스포라
- 아랍계 콜롬비아인
- 아랍계 브라질인
- 아랍계 아르헨티나인